# Love 2000
Singles de Namie Amuro
Something 'bout the Kiss
(1999) Never End
(2000)
Love 2000 est le 14e single régulier de Namie Amuro sorti sur le label Avex Trax, ou le 16e sous son seul nom en comptant ceux sortis sur le label Toshiba-EMI.
Il sort le 1er janvier 2000 au Japon, écrit et produit par Tetsuya Komuro, et atteint la 4e place du classement de l'Oricon. Il se vend à 165 940 exemplaires la première semaine, et reste classé pendant 9 semaines, pour un total de 228 120 ventes.
Les premiers exemplaires édités en quantité limitée contiennent un titre supplémentaire, une version remixée de la chanson titre. Celle-ci a été utilisée comme thème pour une campagne publicitaire pour la marque Kose Visee, et figure ainsi que la "face B" sur l'album Genius 2000. Une édition limitée du single au format vinyle sort aussi deux mois plus tard, avec la chanson titre, son remix, sa version instrumentale.

## Liste des titres
| 1. | LOVE 2000 (STRAIGHT RUN)  | 5:15 |
| 2. | ASKING WHY                | 5:10 |
| 3. | LOVE 2000 (Instrumental)  | 5:14 |
| 4. | ASKING WHY (Instrumental) | 5:07 |

Edition limitée
| 1. | LOVE 2000 (STRAIGHT RUN)           | 5:15 |
| 2. | LOVE 2000 (SYSTEM BREAKDOWN REMIX) | 7:47 |
| 3. | ASKING WHY                         | 5:10 |
| 4. | LOVE 2000 (Instrumental)           | 5:14 |
| 5. | ASKING WHY (Instrumental)          | 5:07 |